# Tarvasjõgi
Il Tarvasjõgi, conosciuto anche con il nome di Mõnuverejogi, è un fiume del nord dell'Estonia.
Il Tarvasjõgi sorge a circa 10 chilometri a ovest di Ambla. 
Si getta nel fiume Jänijõgi di cui è l'affluente di sinistra; ha 30 km di lunghezza e il suo bacino è 64,7 km².